# Ентерит
Ентери́т (лат. enteritis) — запалення слизової оболонки тонких кишок. Його спричинюють вживання недоброякісної їжі, хімічні подразнення, багато гастроентерологічних та кишкових інфекційних хвороб.

## Гострий ентерит
Ентерит гострий — гостре запалення захворювання тонкої кишки, при якому в патологічний процес долучаються також шлунок (гострий гастероентерит) та товста кишка (гострий гастроентероколіт).
За етіологією виділяють гострі ентерити:
- ті, що є проявами бактеріальних та вірусних хвороб, зокрема при холері, сальмонельозі, ротавірусній інфекції, клостридіальний некротичний ентерит тощо;
- аліментарні;
- токсичні;
- алергічні.

Патогенез зумовлений безпосередньою дією етіологічного фактору на слизову тонкої кишки, або гематогенним занесенням його через кишкові судини у просвіт тонкої кишки, або виникаючими при цьому аутоімунними механізмами. Захворювання проявляється нудотою, блюванням, діареєю, гурчанням, іноді спазматичним болем у животі.

## Хронічний ентерит
Ентерит хронічний — запальне захворювання тонкої кишки різноманітної етіології. Хронічні ентерити можуть спричинити стійкі аліментарні порушення, алкоголізм, хронічна інтоксикація сполуками свинцю, ртуті, миш'яку тощо, побічна дія ряду ліків (зловживання сольовими проносними, антибіотиками широкого спектра дії тощо), харчова алергія, лямбліоз, паразитами, вродженими ензимопатіями та іншими факторами. Провідними патогенетичними механізмами є безпосереднє хронічна пошкоджуюча дія на стінку тонкої кишки шкідливих факторів, кишковий дисбактеріоз, алергія, вроджена та набута ферментопатії.
Захворювання проявляється болем у навколопупочній ділянці, диспепсією, проносами. Тяжкі форми хронічного ентериту супроводжуються синдромом порушення всмоктування зі схудненням хворих іноді аж до кахексії, гіпопротеїнемією, полігіповітамінозом, анемією, гіпокальціємією, полігландулярною недостатністю, дистрофічними змінами внутрішніх органів.